# Litteraturåret 1899

## Priser och utmärkelser
- Letterstedtska priset för översättningar – Alfred Jensen för översättningen av Mickiewicz Herr Tadeusz
- Newdigatepriset – Harold Edgeworth Butler[1]

## Nya böcker

### A – G
- Bränningar av Amanda Kerfstedt
- Damen med hunden av Anton Tjechov
- Drottningar i Kungahälla av Selma Lagerlöf[2]
- En herrgårdssägen av Selma Lagerlöf[2]
- Ett folk av Verner von Heidenstam
- Faste Forland av Jonas Lie
- Fältskärns berättelser (första delen) av Zacharias Topelius
- Grefven af Antwerpen av Per Hallström
- Gula brigadens hjältar av Nils Hydén

### H – N
- Kantat på nyårsdagen 1900 av Erik Axel Karlfeldt
- Lagibasse av Jean Richepin
- Le Jardin des supplices (Lidandets lustgård) av Octave Mirbeau
- Les truands av Jean Richepin
- Letters from a Mourning City av Axel Munthe
- Linier och dagrar, stämningar från norrlandsbygd av Walter Hülphers
- Når vi døde vågner, drama av Henrik Ibsen
- Norrlandsgubbar och norrlandsgummor samt andra gamlingar och ungdomar av Alfhild Agrell

### O – U
- Skönhet för alla (debattskrift) av Ellen Key[3]
- Rococo-noveller av Oscar Levertin
- Uppståndelse av Leo Tolstoj

### V – Ö
- Visor, romanser och ballader av Carl David af Wirsén

## Födda
- 23 februari – Erich Kästner (död 1974), tysk barnboksförfattare.
- 19 mars – Aksel Sandemose (död 1965), dansk-norsk författare.
- 22 april – Vladimir Nabokov (död 1977), rysk-amerikansk författare.
- 31 maj – Olle Hedberg (död 1974), svensk författare och ledamot av Svenska Akademien.
- 14 juni – Yasunari Kawabata (död 1972), japansk författare, nobelpristagare 1968.
- 21 juli – Ernest Hemingway (död 1961), amerikansk författare, nobelpristagare 1954.
- 30 juli – Birgitta Lilliehöök (död 1990), svensk tecknare och diktare.
- 24 augusti – Jorge Luis Borges (död 1986), argentinsk författare.
- 19 oktober – Miguel Ángel Asturias (död 1974), guatemalansk författare, nobelpristagare 1967.
- 10 november – Greta Knutson (död 1983), svensk konstnär, poet och författare.
- 17 november – Roger Vitrac (död 1952), fransk dramatiker och poet.
- 24 november – Vilho Helanen (död 1952), finsk ämbetsman, politiker och författare av kriminalromaner

## Avlidna
- 18 juli – Horatio Alger, 67, amerikansk författare.
- 17 augusti – Erik Bøgh, 77, dansk visdiktare, författare och journalist.
- 27 augusti – Wendela Hebbe, 90, svensk författare, publicist, tonsättare och journalist.
- 7 september – Karolina Světlá, 69, böhmisk författare.

### Fotnoter
1. ↑  Harold Edgeworth Butler, Arcadia, the Newdigate Prize Poem, 1899.  B. H. Blackwell, 1899
2. 1 2  ”Selma Lagerlöfs böcker”. Arkiverad från originalet den 27 augusti 2011. https://web.archive.org/web/20110827002154/http://selmalagerlof.org/bocker.html. Läst 12 april 2011.
3. ↑  Sverige 1900-talet – Från kungatavla till idolposter, NE, Bra Böcker, 2000